# Nyctelius
Nyctelius is een geslacht van vlinders van de familie dikkopjes (Hesperiidae), uit de onderfamilie Hesperiinae.

## Soorten
- N. nyctelius (Latreille, 1824)
- N. paranensis (Schaus, 1902)